# Vivien Costanzo

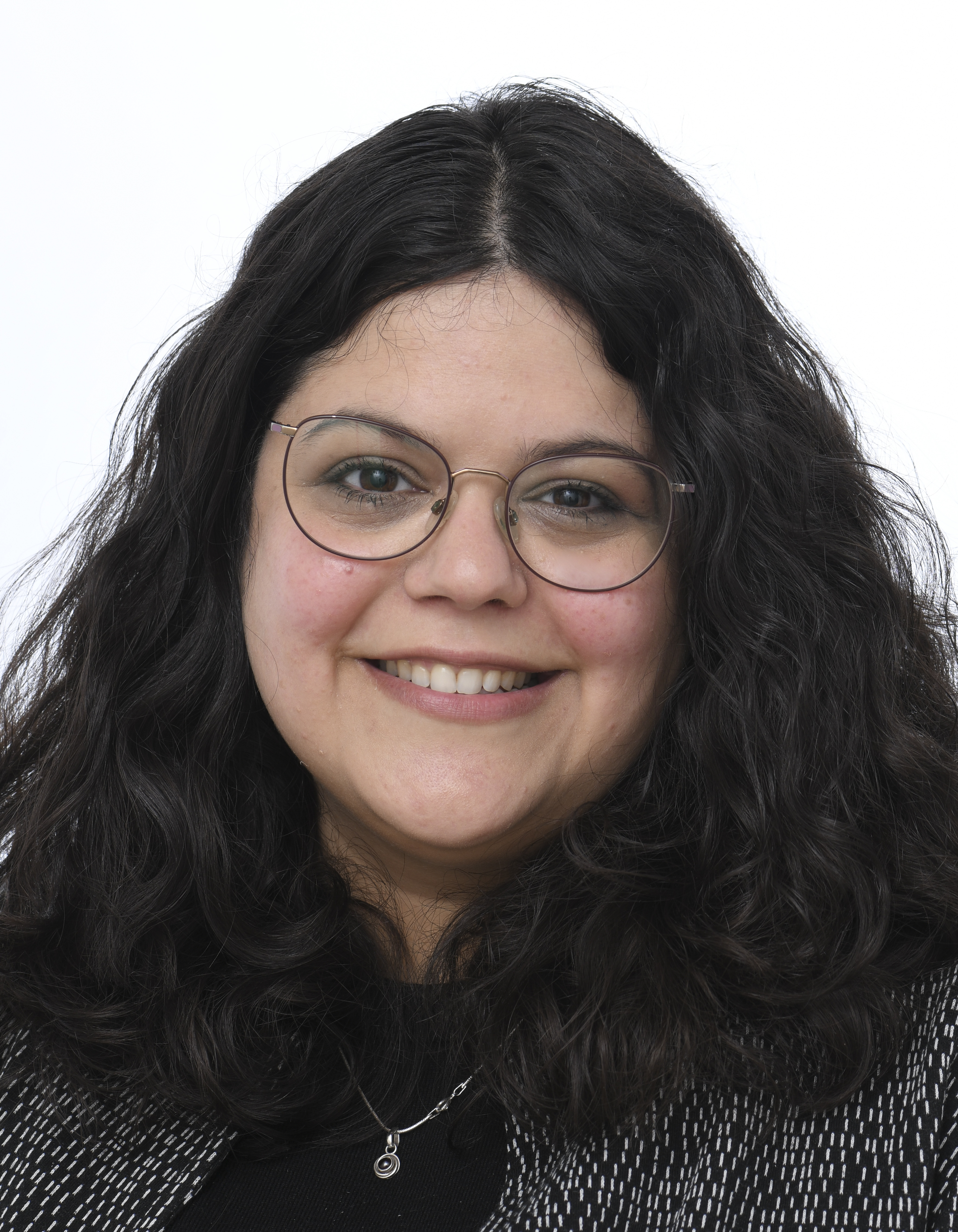
Vivien Costanzo

Vivien Costanzo (* 6. Februar 1990 in Heppenheim (Bergstraße)) ist eine deutsche Politikerin (SPD). Seit 2024 ist sie Mitglied des Europäischen Parlaments.

## Leben
Costanzo wuchs in Südhessen auf. 2009 machte sie ihr Abitur in Hessen, danach absolvierte sie ein freiwilliges soziales Jahr. Anschließend studierte sie Rechtswissenschaften in Frankfurt und Freiburg, wo sie seit 2014 auch wohnt.
Bis 2014 arbeitete Costanzo im Regierungspräsidium in Kassel. Bis zur Wahl in das EU-Parlament war sie als Büroleiterin beim Bundestagsabgeordneten Johannes Fechner in Emmendingen tätig.

## Politik
Costanzo trat 2006 der SPD bei. Sie war unter anderem Vorsitzende der Jusos Darmstadt-Dieburg und stellvertretende Vorsitzende der Jusos Hessen. Zudem ist sie Gründungsmitglied des SPD Bundesnetzwerks Europa.
Im Januar 2024 wurde sie beim Parteitag der SPD in Berlin auf Listenplatz 13 der Bundesliste für die Europawahl 2024 gewählt und zog daraufhin ins Europäische Parlament ein. Sie ist in der 10. Legislaturperiode (2024–2029) Mitglied im Ausschuss für Verkehr und Tourismus sowie stellvertretendes Mitglied im Ausschuss für Beschäftigung und soziale Angelegenheiten.